# Locomotora Baldwin I
La Locomotora Baldwin I, o «Aragón», es una locomotora de vapor fabricada en 1920 en la empresa de material ferroviario Baldwin Locomotive Works, de donde recoge su apelativo "Baldwin". Estuvo en servicio en distintos ferrocarriles españoles, llegando a operar durante años con ENCASO en la línea Andorra-Escatrón. El 17 de septiembre de 2004 fue declarada Bien Catalogado del Patrimonio Cultural Aragonés. Actualmente se encuentra preservada por la Asociación Zaragozana de Amigos del Ferrocarril y Tranvías (AZAFT) quienes han lanzado una campaña de mecenazgo para volver a ponerla en funcionamiento.

## Historia
Pertenece a una serie de 4 locomotoras encargadas conjuntamente por la Sociedad General Azucarera de España (SGAE) y por Agrícola Industrial Navarra Sociedad Anónima (AINSA) para dotar de máquinas de maniobras a dos de sus instalaciones: las dos locomotoras de SGAE prestarían servicio en la Azucarera del Duero (en Toro) y las dos de AINSA prestarían servicio en la Azucarera de Tudela. Las locomotoras de la SGAE fueron numeradas como "AE 4" y "AE 5" mientras que las locomotoras de AINSA fueron numeradas (curiosamente en números romanos) como "I" y "II".
En julio de 1951, la locomotora “I” de AINSA fue adquirida por la SICOP (Sociedad Ibérica de Construcciones y Obras Públicas) y empleada para los trabajos de construcción del que sería uno de los ferrocarriles mineros más importantes del país: el de Andorra a Escatrón. Una vez terminadas las obras de construcción, la locomotora pasó a formar parte de la Empresa Nacional Calvo Sotelo (y posteriormente de ENDESA), quien explotaría la locomotora en dicha línea. Por otra parte, la otra locomotora de AINSA siguió prestando servicio en la Azucarera de Tudela hasta que en 1963 fue desguazada.
Durante su estancia en el ferrocarril turolense la Baldwin trabajó principalmente en el servicio de maniobras, transportando el carbón extraído de la mina «Andorrana» hasta la estación de Andorra, y realizando maniobras de formación de las composiciones en dicha estación. También fue importante su labor como caldera nodriza, usándose para pasar vapor a los tanques de fuel del resto de locomotoras de la línea para que pudieran ser puestas en marcha. De hecho, tras ser retirada de servicio a principios de los 80 por una avería en el rodaje, la locomotora fue apartada en el depósito de Andorra y usada como caldera estática hasta que en agosto de 1983 fue retirada definitivamente de todo servicio.

## Preservación

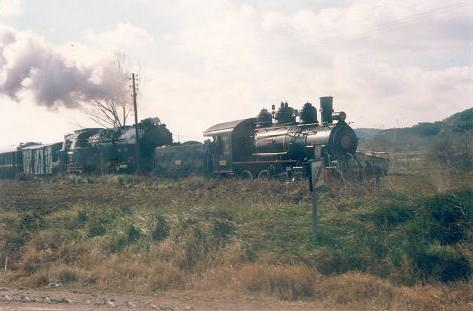

En el año 1985 llegó a Zaragoza, en un estado lamentable para ser desguazada. Gracias al tesón del personal del taller de RENFE de Delicias y al apoyo de la Asociación Zaragozana de Amigos del Ferrocarril y Tranvías, se llevó a cabo su completa restauración que se extendería durante dos años hasta 1987, cuando es encendida por primera vez. Bajo la tutela de este grupo de entusiastas, la locomotora ha participado habitualmente en distintos viajes y actos organizados por la Asociación. Incluso durante la exposición “El Tren” en 1987 en el Palacio de Sástago, la locomotora se pudo ver expuesta sobre un pedestal en la céntrica Plaza de España de Zaragoza. 
En 1990 Endesa, propietaria de la locomotora, firma el convenio de cesión definitivo, por el cual la Baldwin I y otros vehículos ferroviarios del Ferrocarril de Andorra a Escatrón son cedidos a la Diputación Provincial de Zaragoza para la creación del Museo del Ferrocarril en Aragón. Tras su último encendido en marzo de 1999 para calentar el fuel de la locomotora Escatrón (que iba a participar en un rodaje en Ayerbe), se le detectaron diversas averías provocadas por el paso de los años, lo que aconsejó dejar de encenderla.

## Campaña de restauración
El mecánico y restaurador Pedro Navarro Paracuellos, tras su jubilación en el taller de Renfe, escribió la novela "De aprendiz a soldado", basada en la Segunda Guerra Mundial, cuyos beneficios decide que sean para la restauración de la locomotora. Esto inspira a la AZAFT la creación de una campaña de mecenazgo popular para su restauración, asumiendo la idea de que la conservación del patrimonio en tiempos de crisis debe ser también responsabilidad de la sociedad.
Esto se lleva a cabo y se presenta el 19 de noviembre de 2014 para la prensa, y se abre la página web http://www.baldwin.es
Múltiples asociaciones se suman a la propuesta colaborando con sus medios, tales como Asociación Cultural Club Coches Clásicos Americanos, la Asociación Aragonesa de Vehículos Históricos o la Asociación De Vuelta con el Cuaderno.
En enero de 2015, ya se habían recaudado 3.000 euros mediante la campaña.